# Mango TV
Mango TV（マンゴーティービー、中国語: 芒果TV、MGTV）は、Mango Excellent Mediaが運営する、中華人民共和国のインターネット企業、および湖南広播電視台傘下のビデオ・オン・デマンドプラットフォームである。
湖南衛視の全番組を高解像度ビデオ・オン・デマンドサービスで提供し、人気のテレビシリーズや映画、バラエティ番組、テレビアニメ、音楽、動画コンテンツ、一部のテレビ局の同時生配信を行っている。

## 歴史
2006年5月26日、かつて湖南経視の編集長および湖南衛視の広告センターの副所長を務めた張若波が、湖南省長沙市にて湖南快楽陽光互動娯楽伝媒有限公司を設立し、会長兼CEOを務める。
2014年4月20日、湖南衛視のニューメディアプラットフォーム「金鷹網」と「Mango TV」の2つの主要プラットフォームが改訂され、フルプラットフォーム「Mango TV」に統合された。同年、最初の自社ウェブシリーズとなるドラマ『花様江湖』を制作した。
2016年、湖南衛視のコンテンツは、Mango TVが制作した全てのコンテンツの38％を占めた。
2018年3月16日、中国国外向けアプリとして「芒果TV国際版」をリリースした。